# Demigod (album)
Demigod è il settimo studio album della band polacca Behemoth.
Il genere è identificabile come un death metal estremamente brutale, veloce e tecnico, arricchito e caratterizzato dall'utilizzo di scale che rimandando a sonorità orientali.

Le canzoni, che scorrono con velocità ben superiori ai 200 bpm, trattano di temi quali trascendenza, misticismo, occultismo e arcano.

Dei brani Conquer All e Slaves Shall Serve sono stati girati dei videoclip, mentre su XUL c'è da segnalare la partecipazione di Karl Sanders dei Nile in un assolo di chitarra.

## Tracce
1. Sculpting the Throne ov Seth (4:41) - Testi e musica: Nergal; Intro acustica: Seth
2. Demigod (3:31) - Testi e musica: Nergal
3. Conquer All (3:29) - Testi e musica: Nergal
4. The Nephilim Rising (4:20) - Musica: Nergal; Testi: Krzysztof Azarewicz; Sezione acustica: Seth
5. Towards Babylon (3:21) - Testi e musica: Nergal
6. Before the Æons Came (2:58) - Musica: Nergal; Il testo è un estratto di "Atlanta in Calydon del poeta C. Swinburne
7. Mysterium Coniunctionis (Hermanubis) (3:40) - Musica: Nergal; Testi: Krzysztof Azarewicz
8. XUL (3:11) - Testi e musica: Nergal
9. Slaves Shall Serve (3:04) - Musica: Nergal; Testi: Krzysztof Azarewicz
10. The Reign ov Shemsu-Hor (8:26) - Testi e musica: Nergal

## Tematiche
- Demigod svela il disprezzo che Nergal nutre nei confronti di tutto ciò che è uni-dimensionale e stagnante. Per esprimere le virtù e gli istinti più espansivi ed inflessibili, viene usata come tramite la figura - appositamente creata - del Demigod (il "Semidio").
- Conquer All parte da una citazione di Aleister Crowley: "Ti darò una macchina da guerra. Con essa tu colpirai i popoli; e nessuno dovrà stare in piedi al tuo cospetto. (...) Conquista! Ciò è sufficiente". La volontà è quella di estendere il senso di queste parole, riferendosi alle opportunità offerte dalla vita, alle passioni e alla determinazione inappagabile con la quale andrebbero seguite. Darski spiega che solo un'irrefrenabile volontà lo ha portato a perseverare nel suo attuale percorso di vita. Una volontà che non punta a obiettivi ben definiti; il mondo, l'universo, non c'è limite alcuno per le sue parole, la sua musica, né per la vera arte.
- The Nephilim Rising in senso più immediato, la canzone tratta i miti dei Nefilim, ma ci sono altri significati più sottili e velati nei i suoi versi. Si fa riferimento alla storia moderna e alle personali percezioni di tempo e spazio di Nergal. L'idea centrale è che nessuno può facilmente stabilire se qualcosa "risiede" al di sopra o al disotto di altre: a questo proposito, affermano che la storia, l'evoluzione umana, l'universo e la stessa esistenza, sono molto più che una semplice linea verticale che collega l'uomo col divino.
- Before the Æons Came è un testo estratto da "Atlanta in Caledonia" di Algernon Swinburne, un poeta e critico inglese dell'età vittoriana. Swinburne era visto dai suoi contemporanei come un blasfemo edonista, salvo, come per altri poeti dell'epoca (vedasi il caso di R. L. Stevenson) essere poi rivalutato in epoca moderna, ed essere considerato come uno dei maggiori poeti inglesi. I suoi temi ricorrenti erano la libertà, la relazione tra dolore e piacere e la psicologia della passione sessuale. Costituì, inoltre, la prima influenza poetica per Crowley. Il titolo della canzone è stato scelto dal gruppo, per riflettere le idee e le cause che sono dietro il poema.
- Mysterium Coniunctionis (Hermanubis) parla di tutte le esperienze personali che il songwriter in questione non può logicamente spiegare a sé stesso. La vita sembra, a suo dire, un infinito viaggio attraverso i suoi misteri. Qui il rimando è verso l'immaginario e la credenza egizia, dove le uniche chiavi pratiche per accedere ai segreti dell'esistenza, e alle "Sacre Gemme dell'Universo", sono quelle simboleggiate dai "Quattro Poteri della Sfinge".
- XUL, come anche la traccia precedente, subisce una forte influenza delle opere di H. P. Lovecraft. La parola in questione proviene dal sumero e significa "male", leggendola al contrario ne risulterà la parola latina "LUX", ovvero "luce". Nergal afferma che nel suo codice "male", simboleggia delle forze primordiali, gli enti cosmici di inimmaginabile potere che influenzano la sua vita, e che le conferiscono plurime dimensioni, o differenti livelli di realtà. Ciò apre ulteriori porte di percezione, che lasciano intendere cosa si nasconde dietro il muro dell'ignoranza.

## Formazione
- Adam "Nergal" Darski - voce, testi, chitarra solista, sintetizzatori, programmazione
- Tomasz "Orion" Wróblewski - basso, secondi voci
- Zbigniew Robert "Inferno" Promiński - percussioni e batteria
- Patryk "Seth" Sztyber - chitarra ritmica, chitarra acustica, seconde voci
- Krzysztof Azarewicz - testi
- Karl Sanders (ospite) - assolo di chitarra in XUL